# Nicolas van Aelst
Nicolas van Aelst (Bruxelles, 1526 circa – dopo il 1613) fu un editore e commerciante di stampe fiammingo.

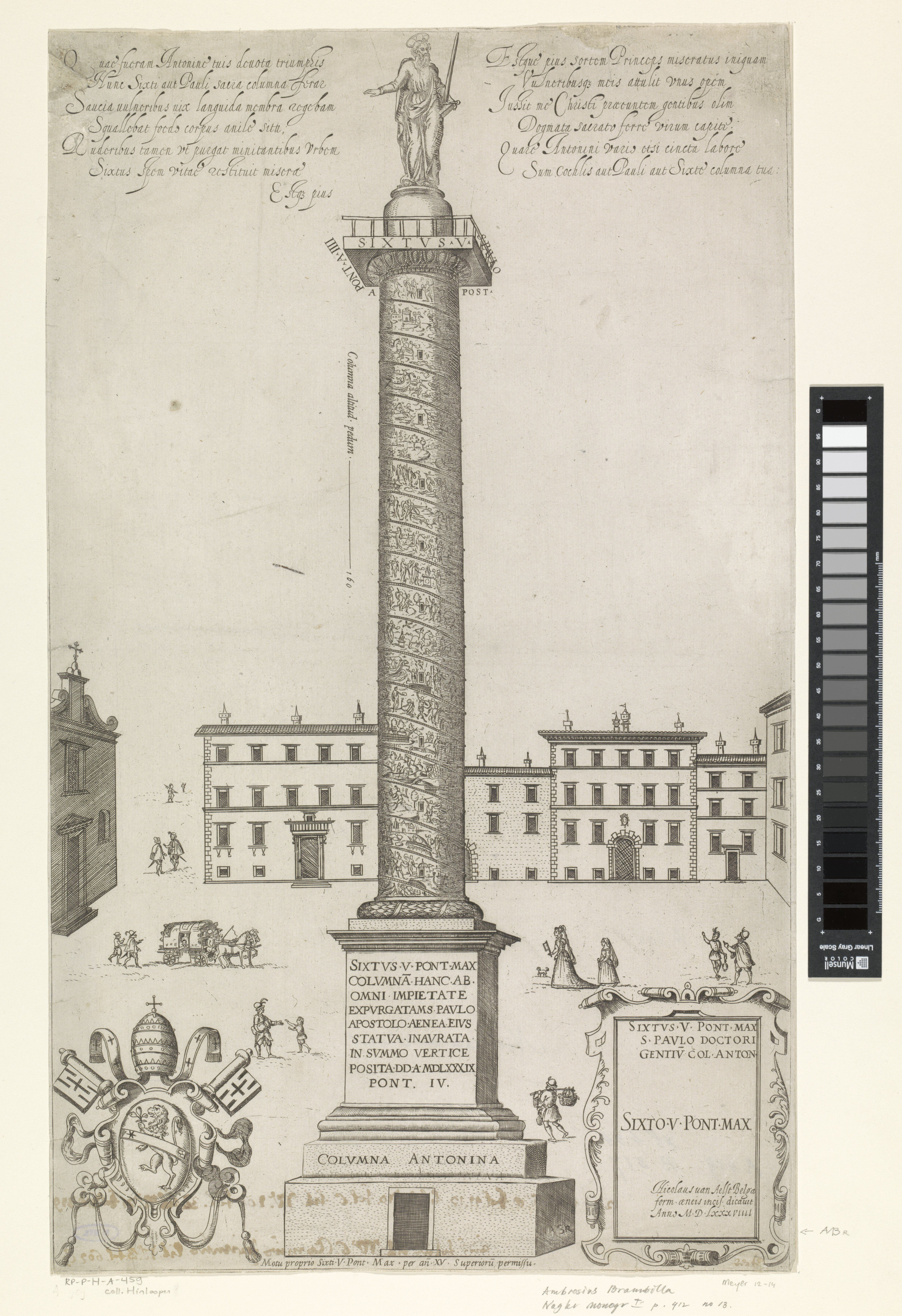
Colonna Antonina, stampa di Nicolas van Aelst

Esercitò la sua attività a Roma, dove venne aiutato da papa Sisto V.
Pubblicò incisioni tratte dai disegni dei migliori artisti dell'epoca, tra cui Antonio Tempesta. Sembra che non lavorasse con il rame.